# Gu-Gu zadnjič
Gu-Gu zadnjič je drugi kompilacijski album skupine Gu-gu. Album vsebuje skladbe, ki so že prej izšle na njihovih albumih in singlih. Album je izšel pri založbi ZKP RTV Slovenija leta 1997.

## Seznam skladb
| Št. | Naslov                                                         | Originalni album/singl                      | Dolžina |
| --- | -------------------------------------------------------------- | ------------------------------------------- | ------- |
| 1.  | „Gu-Gu play for you‟ (K. Novak-T. Jurak/T. Jurak/K. Novak)     | Ta veseli dan ali Gu-Gu play for you (1985) | 4:00    |
| 2.  | „Želim si na Jamajko‟ (M. Ilić/T. Jurak/K. Novak)              | Želim si na Jamajko (1984)                  | 3:55    |
| 3.  | „Ljubil bi se‟ (J. Bončina/A. Štebe/G. Forjanič)               | Mango banana (1986)                         | 4:34    |
| 4.  | „Ljubica moj'ga srca‟ (I. Štambuk)                             | Mango banana (1986)                         | 3:45    |
| 5.  | „Mango banana‟ (K. Novak/T. Jurak/K. Novak)                    | Mango banana (1986)                         | 3:15    |
| 6.  | „Mi 'mamo se fajn‟ (Murphy/T. Jurak/T. Jurak-K. Novak)         | Mango banana (1986)                         | 3:48    |
| 7.  | „Papagaja‟ (A. Pompe/D. Levski/K. Novak)                       | Mango banana (1986)                         | 2:25    |
| 8.  | „Sam po parku (osamljen)‟ (J. Klemenčič/B. Gjudi/G. Forjanič)  | Sam po parku (1988)                         | 4:30    |
| 9.  | „Moja mala Lucija‟ (A. Pompe/Š. Jež/T. Dimnik)                 | Ta veseli dan ali Gu-Gu play for you (1985) | 4:10    |
| 10. | „Aerobik‟ (T. Jurak/K. Novak-R. Medvešek-T. Jurak/K. Novak)    | Želim si na Jamajko / Aero-bik (1984)       | 4:25    |
| 11. | „Honolulu baby‟ (I. Štambuk/T. Jurak/T. Jurak-K. Novak)        | Sam po parku (1988)                         | 3:15    |
| 12. | „Tujca‟ (Ilić/Celarc/Forjanič)                                 | Ta veseli dan ali Gu-Gu play for you (1985) | 4:10    |
| 13. | „F. romanca v kinu sloga‟ (J. Bončina)                         | /                                           | 2:55    |
| 14. | „Gu-gu gre v Hollywood‟ (K. Novak/D. Velkaverh/S. Avsenik jr.) | Mango banana (1986)                         | 2:55    |
| 15. | „Riba smrdi pri glavi‟ (Ocepek/T. Jurak/S. Avsenik jr.)        | Mango banana (1986)                         | 3:32    |
| 16. | „Moj mali kakadu‟ (S. Kovačič/K. Novak)                        | Sam po parku (1988)                         | 2:41    |
| 17. | „O ja ja, o ne ne‟ (K. Novak/T. Jurak/K. Novak)                | Sam po parku (1988)                         | 3:13    |
| 18. | „Hula-hula‟ (Novak/Jurak/Ilić)                                 | Ta veseli dan ali Gu-Gu play for you (1985) | 3:48    |
| 19. | „Dnevi, ki prihajajo‟ (D. Žgur/N. Žgur/K. Novak)               | Ta veseli dan ali Gu-Gu play for you (1985) | 3:36    |
| 20. | „Knock Out‟ (Z. Crnkovič)                                      | Mango banana (1986)                         | 0:04    |